# Fluacrypyrim
Fluacrypyrim ist ein Akarizid aus der Gruppe der β-Methoxyacrylate.

## Anwendung und Wirkungsweise
Fluacrypyrim wird zur Bekämpfung von Milben und Spinnmilben eingesetzt. Es hemmt die mitochondriale Atmungskette am Komplex III (Cytochrom-bc₁-Komplex) und blockiert damit die ATP-Synthese in den Zielorganismen.
Neben seiner pestizidalen Anwendung wurde Fluacrypyrim in der medizinischen Forschung als STAT3-Inhibitor untersucht. Studien zeigen, dass es hämatopoetische Stammzellen vor Strahlung schützen und anti-inflammatorische sowie antitumorale Eigenschaften besitzen kann.

## Zulassungsstatus
Fluacrypyrim ist in der Europäischen Union nicht als Akarizid zugelassen.